# 亞硝酸乙酯
化合物亚硝酸乙酯是示性式为C2H5ONO的亞硝酸酯。它可以由乙醇制备，其分子式和硝基乙烷相同，為其官能基異構物。 

## 化學用途
可與丁酮一起用作试剂，生成二甲基乙二肟。

## 藥學應用
亞硝酸乙酯是南非传统的以乙醇为基础的感冒和流感药物Witdulsies的主要成分，该药物在药房有售。它被称为传统的南非荷兰裔療法，因为同样的療法显然是由德国-荷兰阿米什人在美国發現的。但是，自1980年以来，FDA一直禁止在美国以外地区销售这种相同的药物，在美国被称为甜亚硝酸盐。它的使用与致命的高铁血红蛋白血症有關。

## 對人體的毒害及危險性
高鐵血红蛋白血症是亚硝酸乙酯的主要毒性作用。由于其高挥发性和淡淡的气味。在存在亚硝酸乙酯蒸气的情况下，很容易呼吸高剂量的亚硝酸乙酯而難以意识到，从而导致高鐵血红蛋白血症，引發各輕重症狀，嚴重時可能致命。